# Сухбаатарын, Янжмаа
Сухбаатарын Янжмаа (монг. Сүхбаатарын Янжмаа; 15 февраля 1894, Улан-Батор — 1 мая 1962, Улан-Батор) — государственный и партийный деятель социалистической Монголии, жена вождя монгольской революции Сухэ-Батора, председатель Президиума ВГХ в 1953—1954 годах.

## Биография
Родилась в бедной скотоводческой семье. Работала в революционной группе своего мужа Сухэ-Батора. После Монгольской революции 1921 года вступила в Монгольский революционный союз молодёжи.
В 1923 году, после смерти Сухэ-Батора, вступила в Монгольскую народную партию. В память о своём муже сменила в своём имени отчество Нэмэндэен на часть «мужа» (Сухбатарын).
Была делегатом всех с I по XIV съездов МНРП. В 1924 году входила в делегацию от Монголии на 5-м конгрессе Коминтерна и 3-й международной Коммунистической женской конференции. В 1925 году участвовала в учреждении первых профсоюзов в Монголии. В 1927—1930 годах обучалась в Коммунистическом университете трудящихся Востока в Москве. В 1933 году возглавила созданный в том же году Комитет монгольских женщин.
В годы Великой Отечественной войны организовывала в Монголии сбор средств для помощи борющейся с Германией Красной Армии, за что в 1946 году была награждена советским орденом Трудового Красного Знамени.
В 1945 году Янжима была избрана членом Совета Международной Демократической Федерации Женщин (МДФЖ).
В 1940 году на Х Съезде была избрана в ЦК МНРП. В 1943—1947 годах входила в Политбюро МНРП, была секретарём ЦК партии. Неоднократно избиралась в члены Президиума Малого и Великого народного хурала, а также заместителем председателя Малого хурала.
С 23 октября 1953 по 7 июля 1954 года была исполняющей обязанности председателя президиума Великого Государственного Хурала Монгольской Народной Республики, став, после Хертек Анчимаа-Тока — председателя Малого Хурала Танну-Тувы, второй женщиной-главой парламента (и женщиной-главой государства на избираемой должности) в мировой истории.